# Antioh al III-lea
Antioh al III-lea, sau Antioh cel Mare (în greacă Ἀντίoχoς Μέγας, 242-187 î.Hr.), a fost un rege din dinastia seleucidă eleno-macedoniană. A fost fiul lui Seleucos al II-lea și fratele mezin și urmașul lui Seleucos al III-lea. A primit porecla „Regele cel Mare” (Megas Basileus), fiind unul dintre cei mai importanți regi din această dinastie în Siria antică.
În anii 223-213 î.Hr. a consolidat imperiul, a înăbușit revolta din Mesopotamia, a recucerit o parte din Asia Mică, învingându-l pe vărul și rivalul său Achaios. A inițiat un război încununat de succes contra Armeniei, Bactriei și Parthiei și a încheiat o înțelegere cu India.

## Persia și campania din Siria
Între anii 204-196 î.Hr., Antioh al III-lea a cucerit Palestina și l-a învins în 198 î.Hr., pe râul Iordan, pe regele Egiptului, Ptolemeu al V-lea. Acest război a fost cunoscut sub numele de al V-lea război sirian.

## Antioh și evreii
Antioh al III-lea a strămutat 2000 de familii de evrei din Babilon în regiunile elenistice anatoliene din Lidia și Frigia. Josephus l-a descris ca fiind prietenos față de evrei și conștient de loialitatea lor *(Antichități, capitolul 3, secțiunile 3-4), în contrast cu atitudinea fiului său, Antioh al IV-lea. După mărturia lui Josephus, Antioh al III-lea a redus impozitele și a permis evreilor să trăiască „în conformitate cu legea părinților lor”.

## Războiul împotriva romanilor și moartea
Între anii 196-192 planurile lui de a menține cotrolul asupra Asiei Mici au fost spulberate de conflictul militar cu Roma antică, din așa numitul „al doilea război macedonean” ,când romanii au sărit în ajutorul orașelor Smirna și Lampsakos. În Tracia Antioh a fortificat orașul aproape complet părăsit Lisimaheia, care căzuse în mânile triburilor băștinașe. Generalul roman Titus Quinctius Flamininus a căutat și el la început ca Antiohius o cale de a evita continuarea conflictului. Dar la jocurile din Corint din 196 î.Hr. generalul roman a declarat toate orașele grecești libere, amenințând poziția lui Antioh, care nu putea accepta amestecul roman.
În anul 195 când Hanibal a fost nevoit sa părăsească Cartagina, a primit azil la curtea lui Antiohie, fapt care a contribuit și el la înrăutățirea relațiilor dintre Seleucia și Roma. În Grecia  orașele Demetrias, Chalkis și Sparta, sprijinite de Antioh, s-au răsculat contra hegemoniei romane. Antioh, deși insuficient pregătit pentru război, a ajuns cu o armată de numai 10.000 de soldați în orașul grecesc răsculat Demetrias.

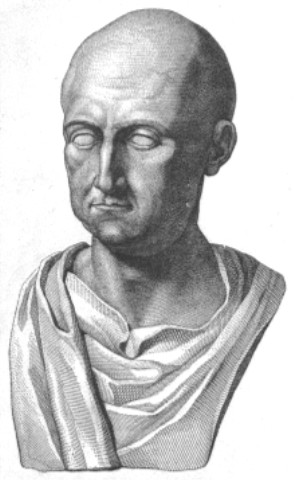
Scipio Africanus Major

Între anii 192–188 î.Hr. s-a desfășurat războiul romano-sirian. Antiohos a reușit până în primăvara anului 191 să alcătuiască o alianță antiromană a orașelor grecești, întărită si prin căsătoria sa. Trupele romane sub conducerea lui Manius Acilius Glabrio, sprijinite de regele macedonean Filip, au întâlnit la Termopile trupele grecești conduse de Antioh și le-au silit să se retragă. Noul consul roman Lucius Cornelius Scipio, fratele mai mic a lui Scipio Africanul, a trimis contra Siriei pe comandantul flotei romane, Gaius Livius Salinator, care împreună cu flota din Pergam a izbutit să învingă la Korykos pe amiralul sirian Polyxenidas. Antioh a renunțat momentan la războiul naval. Totuși în timpul iernii a pus să fie construite corăbii noi, cu care Polyxenidas  a ajuns la Panormos și a învins flota romană. În acelaș timp, Hanibal a fost însărcinat cu organizarea unei flote feniciene. Un alt general roman, Lucius Aemilius Regillus, sprijinit de Rodos, a reușit să înfrângă decisiv pe Polyxenidas în bătălia de la Myonessos.
Cei doi frați Scipio au sosit cu trupe militare prin Macedonia, au ocupat Lysimacheia și nu s-au lovit de nici o rezistență în direcția Helespontului. La sfârșitul anului 190 î.Hr., la Magnesia, trupele romane s-au confruntat cu cele siriene. Ambele numărau circa 50 000 de soldați. Bătălia s-a terminat cu victoria romanilor. Au urmat tratative la Apameia (188 î.Hr.), și s-a semnat acolo un tratat de pace în urma căruia Antioh a pierdut toate teritoriile din nordul și vestul munților Tauros (Taurus), astfel că din Asia Mică nu i-au rămas decât Kikilia (lat. Cilicia), teritoriu corespunzând astăzi provinciilor turcești Adana și Mersin. Teritoriile pierdute au fost împărțite între Roma și aliații ei, Pergam și Rodos.
Antiohos nu avea voie să dețină mai mult de zece corăbii și trebuia să plătească 10  000 de talanți de argint ca despăgubiri de război. În anul 187 î.Hr., Antiohos a murit în timp ce voia să jefuiască un templu în Elymais (Elam) unde se băteau monezi.

## Familia
În 222 î.Hr., Antioh al III-lea, s-a căsătorit cu prințesa Laodice din Pont, fiică a regelui Mitridate al II-lea din Pont și prințesă a Imperiului Seleucid. 
Antioh al III-lea și Prințesa Laodice din Pont, erau veri primari, prin bunicul lor, Antioh al II-lea Theos. Ei au avut opt copii (trei fii și cinci fiice):
- Antioh (221 - 193 BC), primul moștenitor la tron
- Seleucus IV Philopator (c. 220 - 175 BC), succesor al tatălui său
- Ardys
- fiică al cărei nume nu se știe, logodită în aproximativ 206 î.Hr. cu Dimitrie I din Bactria
- Laodice IV, căsătorită, pe rând, cu toți cei trei frați ai ei  și care a devenit regină a Imperiului Seleucid prin căsătoria cu cel de-al doilea și al treilea.
- Cleopatra I Syra (c. 204 - 176 BC), căsătorită în anul 193 î.Hr. cu Ptolemeu al V-lea Epifanes al Egiptului
- Antiochis, căsătorită în anul 194 î.Hr. cu Regele Ariarathes al IV-lea al Cappadociei
- Mitridate (215 - 164 BC), care i-a succedat la tron fratelui său Seleucus IV Philopator în anul 175 î.Hr. sub numele de  Antioh al IV-lea

Epifanes.
Laodice a III-a a murit cu aproximație în anul 191 î.Hr. Mai târziu în același an, Antioh al III-lea s-a recăsătorit cu Eubeea din Chalcis, cu care însă nu a avut copii.

## Figura lui Antioh in media artistică
Piesa de teatru "Believe as You List" de autorul englez Philip Massinger, din epoca carolină, a pus în scenă confruntarea lui Antioh cu Imperiul Roman după bătălia de la Termopile. Piesa  a avut inițial ca erou pe regele Sebastian al Portugaliei care a supraviețuit bătăliei de la Alcazar și se străduia să se întoarcă pe tron. Aceasta primă versiune a fost însă cenzurată de autoritătile engleze, fiind considerată subversivă deoarece îl prezenta pe Sebastian ca fiind detronat, și deoarece era favorabilă unei alianțe anglo-spaniole și posibil pro-catolice. De aceea  în versiunea finală a piesei intriga a fost înlocuita cu povestea regelui Antioh (ceea ce ducea însă la o inexactitate istorică, exagerând înfrângerea sa în acel moment pentru a se potrivi cu textul inițial), înlocuind pe spanioli cu romani și pe eremitul catolic cu un filozof stoic
| Antioh al III-lea Dinastia SeleucidăNaștere: 241 i.Hr. Deces: 187 i.Hr. |                                          |                                  |
| Titluri regale                                                          |                                          |                                  |
| Predecesor: Seleucus III Ceraunus                                       | Regele Imperiului Seleucid 223–187 î.Hr. | Succesor: Seleucus IV Philopator |